# Luizhausen
Luizhausen ist ein Ortsteil der Gemeinde Lonsee im Alb-Donau-Kreis in Baden-Württemberg. Das Dorf liegt circa eineinhalb Kilometer südlich von Lonsee.

## Geschichte
Luizhausen wird 1275 erstmals urkundlich erwähnt. Der Ort war im 13. Jahrhundert ein Lehen der Grafen von Helfenstein und dann bis 1485 württembergisches Lehen der Herren von Westerstetten, die 1485 Herrschaftsrechte und Grundbesitz in Luizhausen an Ulm verkauften. Der Ort gehörte bis 1772 zum Amt Scharenstetten und ab 1774 zum Amt Lonsee der Unteren Herrschaft der Reichsstadt Ulm. 
Im Jahr 1803 kam Luizhausen an Bayern und 1810 durch den Grenzvertrag zwischen Bayern und Württemberg an das Königreich Württemberg, wo der Ort dem Oberamt Ulm unterstellt wurde.
Luizhausen wurde am 1. April 1972 nach Lonsee eingemeindet.

## Wappen
Blasonierung: „In silbernem (weißem) Schild ein schräg links gestellter grüner Lindenzweig, begleitet von zwei achtstrahligen roten Sternen.“

## Sehenswürdigkeiten

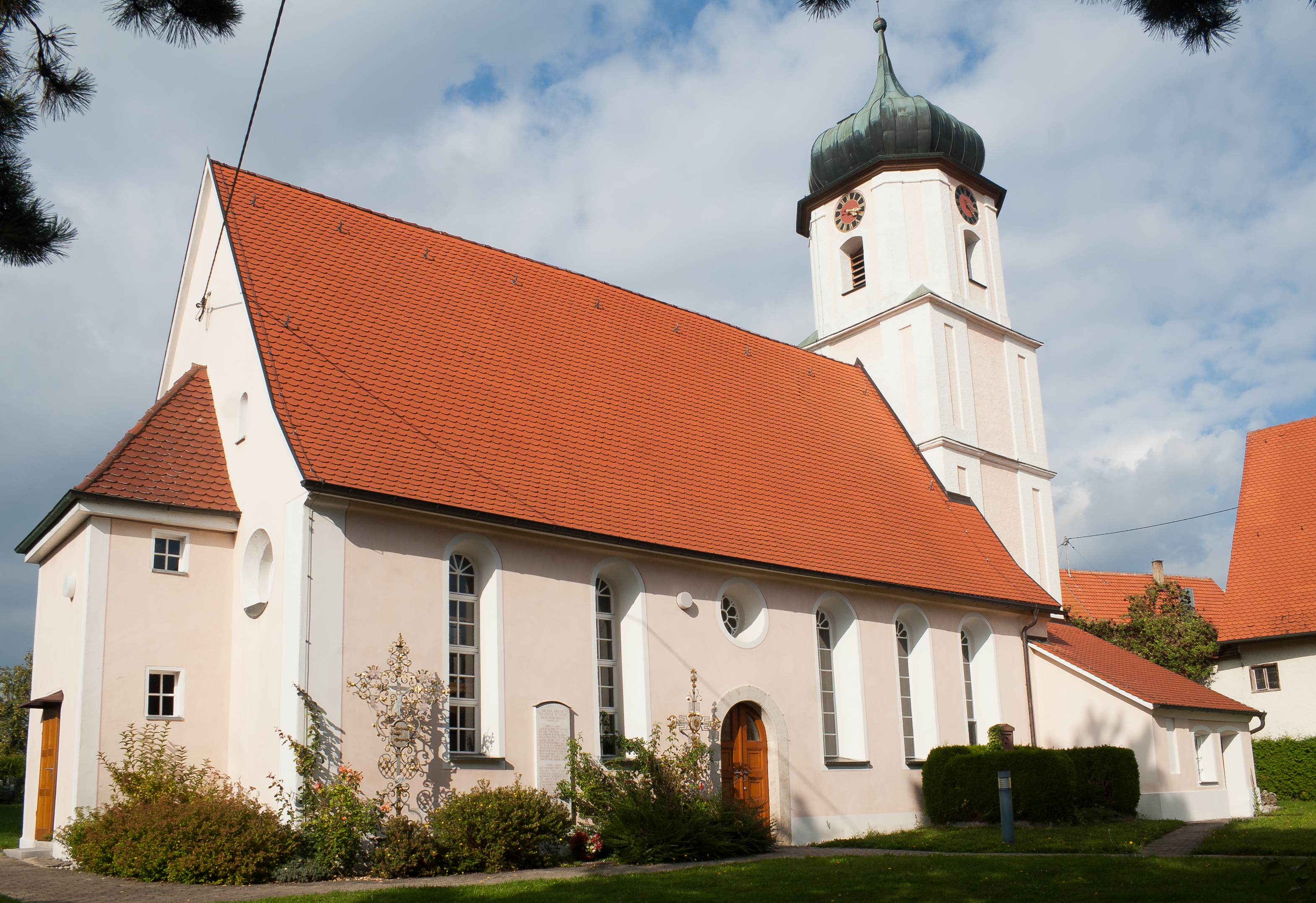
St. Michael

- denkmalgeschützte Kirche St. Michael